# ヨシケイ
ヨシケイ（YOSHIKEI）は、日本の全国各地で食材宅配サービスを展開する企業グループとそのサービスの総称。静岡県に本社を置くヨシケイ開発株式会社が本社となっている。また、株式会社ヨシケイは、ヨシケイグループの源流企業で、静岡県静岡市清水区に本社を置き、静岡市（安倍川以西は除く）・富士市を中心としたエリアならびに山梨県で同事業を行う企業である。
株式会社ヨシケイは1975年に当時の清水市で創業したが、フランチャイジーの増加に伴い、1978年にFC本部機能をヨシケイ開発株式会社として分社化した。

## サービス概要
食材宅配サービスの代表的企業の一つである。
メニューブックから次週分の注文を選び申込書に記載し、訪問してきたスタッフに渡すと毎日その日の分の献立を配送してくれる。容器は青色の発泡スチロール（旧型）またはエペランボックスで、2016年4月13日より蓋には「YOSHIKEI」（旧型は「ヨシケイ」）と書かれている。
都道府県に1、2つ単位で、全国に65社294営業所（2020年12月現在）が設置されており、住んでいる地域の営業所に宅配を注文することになるため、本部は介さない

## 提供番組
現在。
- 秘密のケンミンSHOW 極(読売テレビ制作・日本テレビ系列、2024年4月 - )
- 土曜はナニする！？（カンテレ制作・フジテレビ系列、2024年4月 - ）フジパンから引き続いた。
- 朝だ!生です旅サラダ（朝日放送制作・テレビ朝日系列、2024年4月 - ）ライオンから引き継いだ。
- 所さんお届けモノです!（毎日放送制作・TBS系列、2024年4月 - ）ダイフクから引き継いだ。
- 日曜日の初耳学（毎日放送制作・TBS系列、2024年4月 - ）ダイワハウスから引き継いだ。

過去の提供番組も含む。
- 火9ドラマ（カンテレ制作・フジテレビ系列、2016年10月 - ）トヨタ自動車から引き続いた。
- いきなり!黄金伝説（テレビ朝日系列）
- ペットの王国 ワンだランド（朝日放送制作・テレビ朝日系列）
- 有吉ゼミ（日本テレビ系列）